# 4cm kanón vz. 36

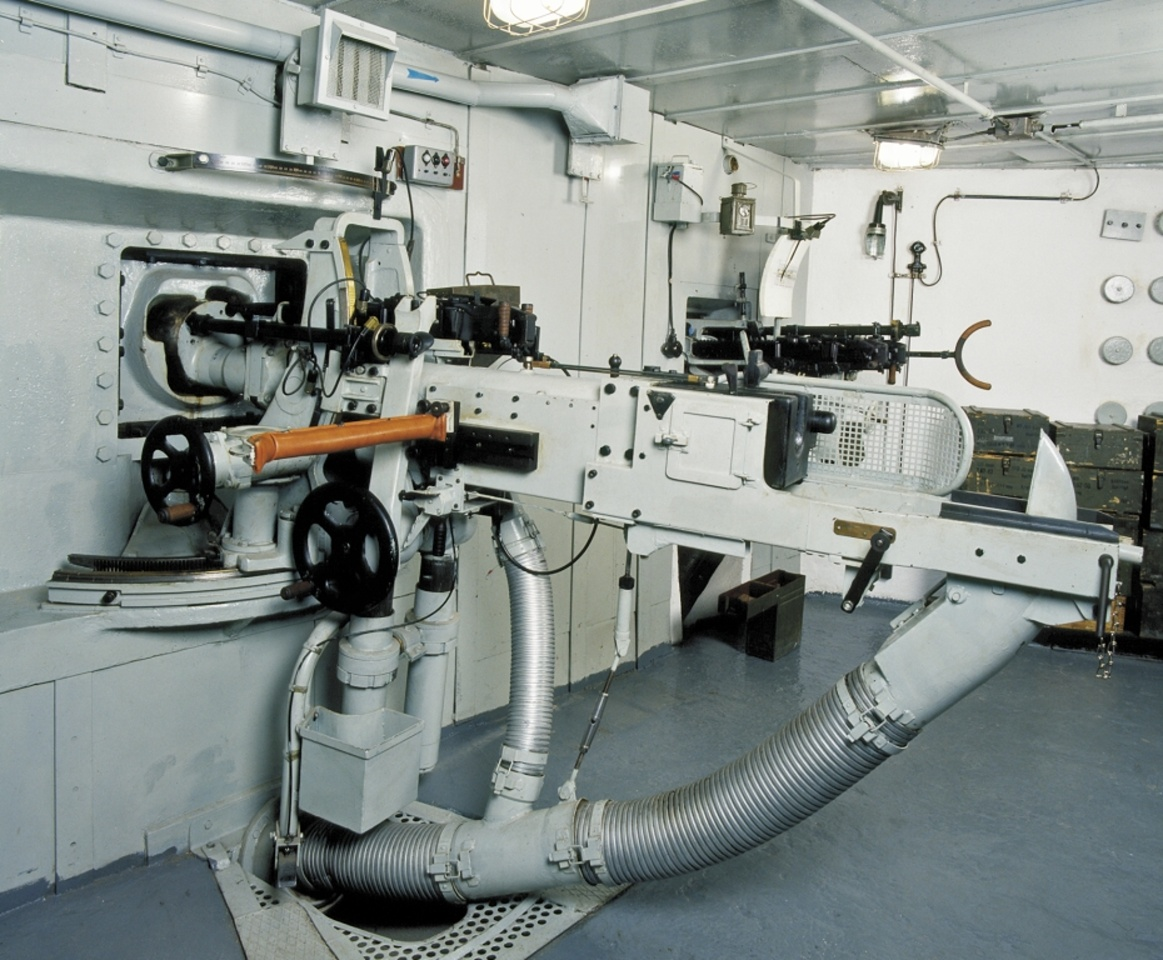
4cm kanón vz. 36 ve srubu MO-S 19

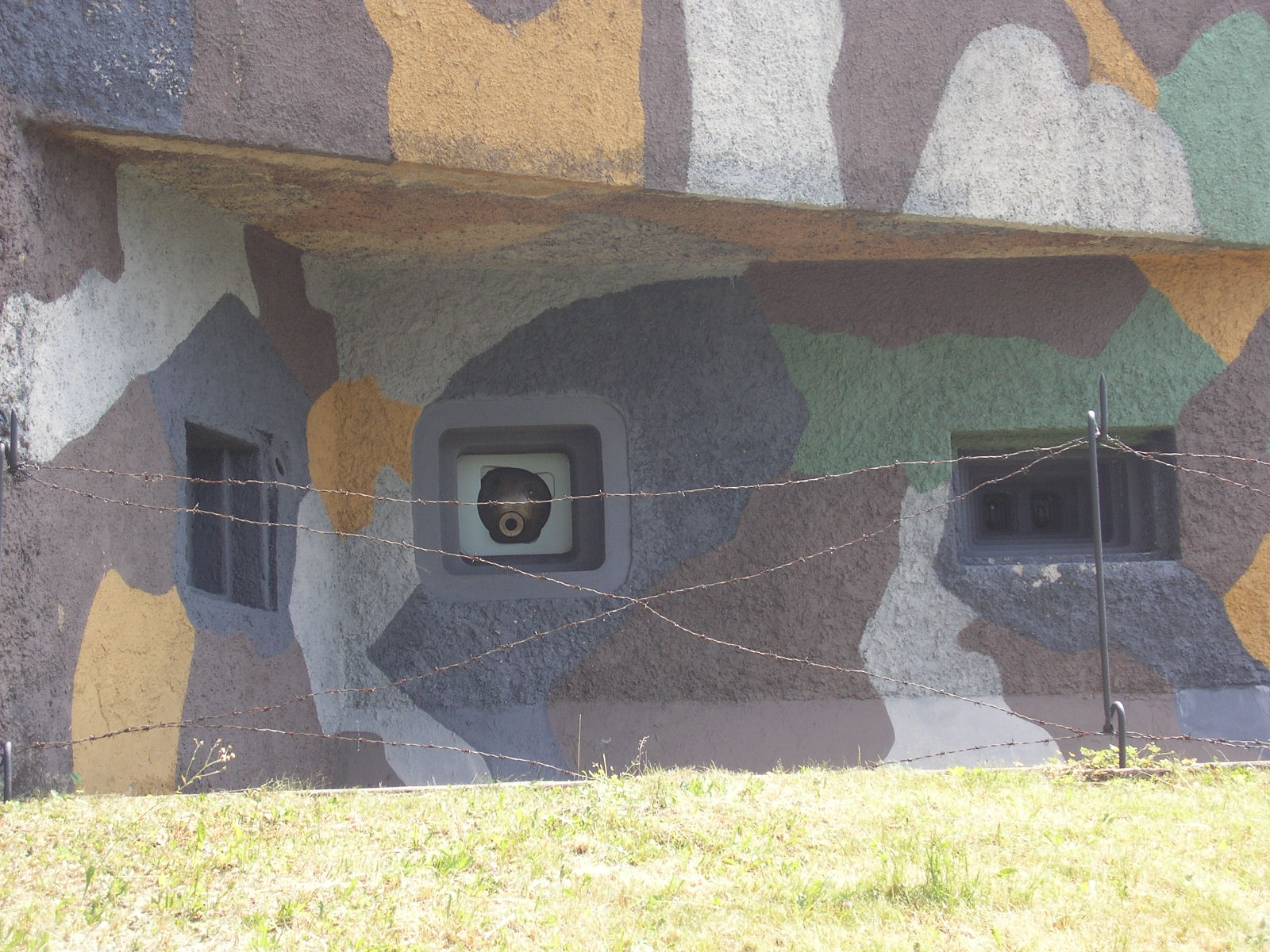
Hlaveň 4cm kanónu která ústí ze střelecké místnosti pěchotního srubu N-S 82

4cm kanón vz. 36 je československý pevnostní protitankový kanón. Byl vyvinutý a vyráběný podnikem Škoda v Plzni pro použití v budovaném československém opevnění. Tato zbraň mohla být instalována buď v provedení L1 (kanón ve společné lafetě s těžkým kulometem vz. 37) nebo Q (samostatný kanon). Šlo o velmi účinnou zbraň, schopnou zajistit dostatečnou protitankovou obranu linie těžkého opevnění. Ve své době patřila ke světové špičce a armády mnoha států projevily zájem o její nákup.

## Vývoj zbraně
V počátcích výroby byla zbraň vyvíjena ve dvou různých rážích 37 a 47 mm. V roce 1935 byl ve Škodovce vyroben první poloautomatický protitankový kanón ráže 47 mm s vertikálním klínovým závěrem. Hlaveň této zbraně byla dlouhá 2 040 mm a celkem měla 20 pravotočivých drážek. Po déletrvající střelbě musela být hlaveň chlazena vodou. Ta také šla, v případě poškození, vyměnit. Celá výměna trvala 15 minut. Zbraň měla zabudovaných pět pojistek proti neúmyslnému vypálení.
Kanón by se v pevnostech upevňoval do lafety, která byla rozdělena na část spodní a část vrchní. Ze střelecké místnosti měla vyčnívat pouze hlaveň, která měla být upevněna, společně s dalekohledem, těsnicí koulí. Zbraň měla kadenci 35 ran za minutu. O instalaci protitankového kanonu se uvažovalo také v otočných věžích, jež měly tvořit hlavní výzbroj pěchotních tvrzí, od jejich výstavby se však nakonec v československém opevnění upustilo.
Kanon mohl tvořit s těžkým kulometem vz. 37 smíšenou zbraň označenou L1, s níž se počítalo v naprosté většině případů. Samostatný kanon (zbraň Q) byl používán pouze v nejstarším úseku opevnění u Ostravy (a v jednom případě na Králicku – srub K-S 9), v později projektovaných úsecích byl zásadně navrhován v provedení L1.
Obsluha zbraně mohla zaměřovat dvěma způsoby a to buď záměrným dalekohledem vz. 36 nebo pomocí tzv. panoramatické mapy, která byla umístěna nad zalafetovanou zbraní. 
V roce 1936 ve zkušebním vojenském prostoru v Milovicích a ve cvičném srubu Jordán ve Vojenském výcvikovém prostoru v Brdech se poprvé zkoušel první prototyp kanónu A6. Poté, co zbraň prošla náročnými testy se 12. listopadu 1936 sešlo na MNO 18 důstojníků z výzbrojní komise, kteří měli rozhodnout o zavedení zbraně do výzbroje československé armády. Při hlasování o zavedení zvedlo ruku "pro" 17 důstojníků. Brzy na to následovala první objednávka.

## Výroba
Ministerstvo národní obrany objednalo postupně ve třech sériích 741 kanónů. V první sérii, která byla objednána 8. července 1937, bylo dodáno všech 268 objednaných zbraní. 21 kusů z celkového počtu bylo dodáno v provedení samostatného kanónu. Zbylých 247 kanónů bylo dodáno v provedení s těžkým kulometem ve společné lafetě. Druhá objednávka ve které mělo být dodáno 273 kanónů byla provedena 30. března 1938, avšak do rukou vojáků se nedostal ani jeden kus. Třetí série, objednaná v červenci 1938, obsahovala dodávku 200 kanónů.

## Střelivo
Jako střelivo pro 4cm kanón vz. 36 se počítalo s třemi druhy střeliva:
- nárazový granát vz. 36
- protipancéřový granát vz. 36
- kartáčový granát vz. 36

Nakonec se do výzbroje dostaly jen první dva typy střeliva. Ministerstvo národní obrany objednalo u Škodovky celkem 125 000 nárazových a 196 000 protipancéřových granátů. Toto střelivo se vyrábělo v muničkách v Adamově a Dubnici nad Váhom.

## Použití
4cm kanón vz. 36 měl být použit jako hlavní zbraň pod betonem v pěchotních srubech. Pár kusů bylo umístěno i v některých vchodových objektech. Dále se s touto zbraní počítalo v projektech izolovaných dělostřeleckých srubů, kde měla sloužit pro obranu vchodu a u dělostřeleckých otočných věží.
O zakoupení tohoto typu zbraně a využití ve svých pevnostních systémech projevilo zájem několik dalších států (Argentina, Belgie, Bolívie, Brazílie, Egypt, Francie, Chile, Jugoslávie, Peru, Řecko, Siam, Sovětský svaz a Švýcarsko), avšak z důvodu Mnichovského diktátu se tak již nestalo. Na jugoslávské Rupnikově linii, která se v mnohém inspirovala československým opevněním, byly například vyprojektovány a postaveny speciální lehké objekty přímo určené pro tento pevnostní kanón (později v nich byly provizorně instalovány polní protitankové kanóny).

### V německé armádě

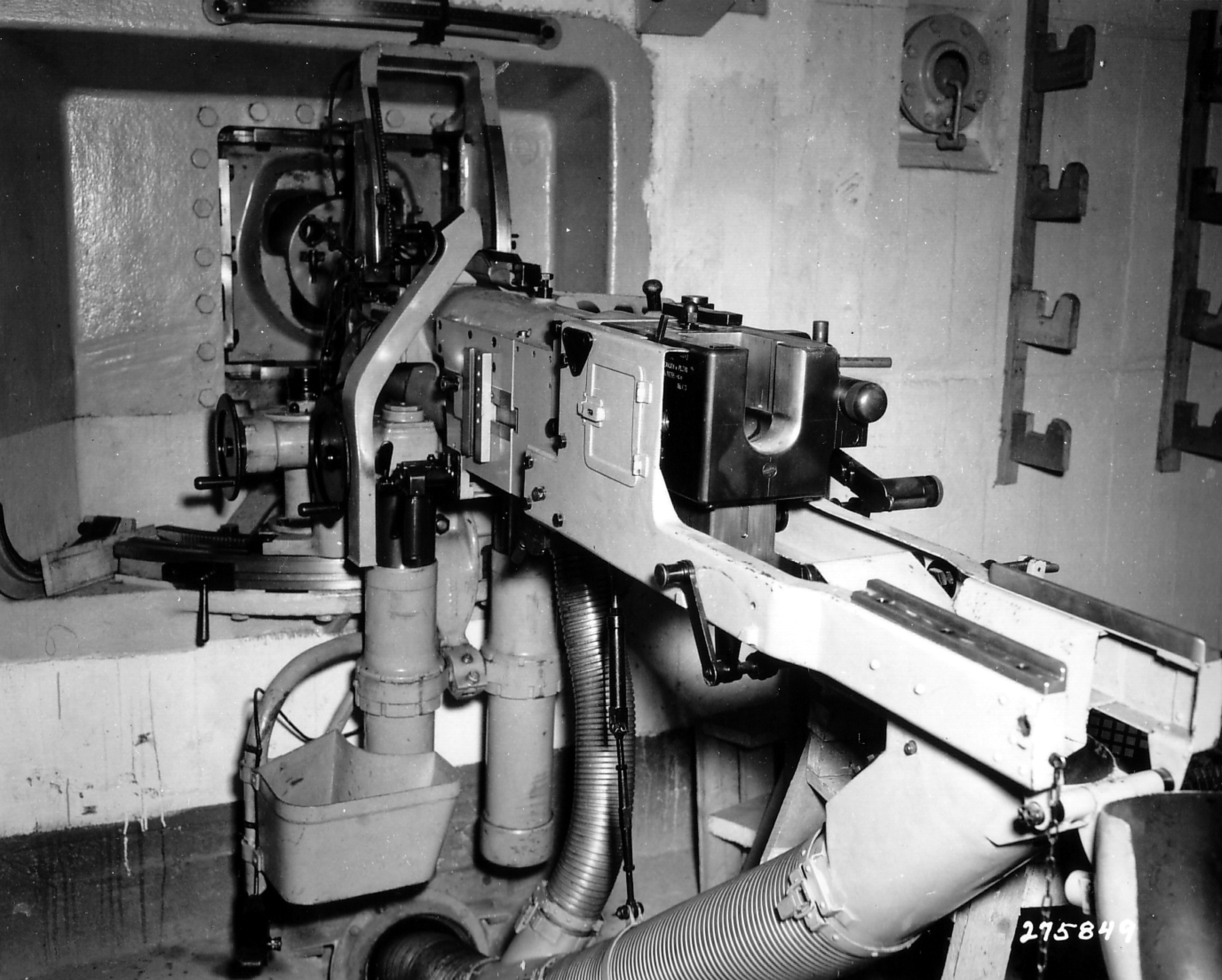
4,7cm PaK K 36(t) v objektu Atlantického valu

Po záboru zbytku Československa se armáda Třetí říše obohatila o tento kanón a zařadila jej do své výzbroje pod označením 4,7cm PaK K 36(t). V roce 1939 se první zbraně objevily na Siegfriedově linii. Použití ve velkém se kanón dočkal až při výstavbě Atlantického valu, zde se dostal až do 493 vystavěných objektů. Jeden kus zbraně byl také použit v malém objektu tvrze Ludendorff, která byla součástí severního úseku pevnostní linie Oder-Warthe-Bogen.

## Zbraň dnes

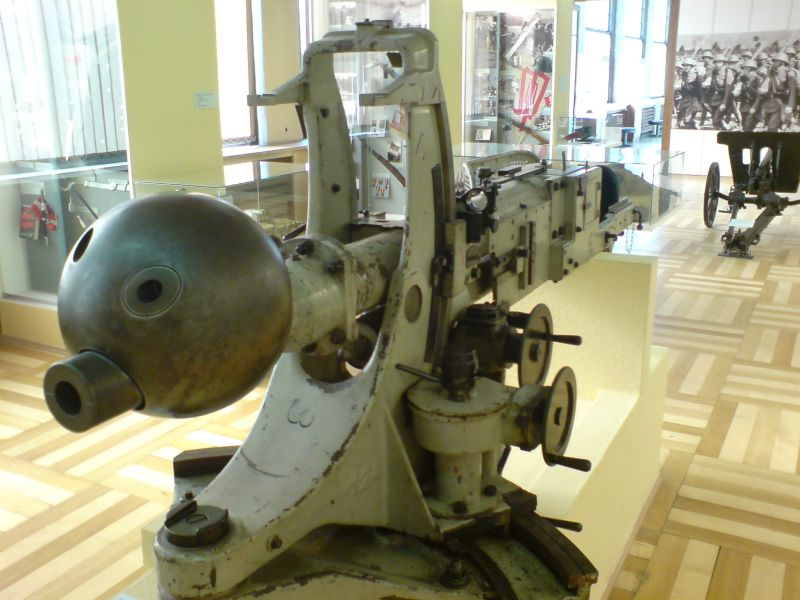
4cm kanón vz. 36 ve Vojenském muzeu v Praze na Žižkově.

V dnešní době se tento kanón objevuje v ČR v 9 veřejných expozicích:
- zbraň číslo 173 osazená v objektu N-S 82 Březinka, v tomto případě se jedná dokonce o originální kus, který v tomto srubu byl namontován v roce 1938.
- kompilací původních kanonů vč. 121, 245, 287, 353 a 375 (některá výrobní čísla nelze jednoznačně považovat za číslo děla, ale za číslo odlitku) osazená v objektu K-S 5 U potoka - kanón byl dovezen v roce 2005 z Muzea německé okupace na ostrově Guernsey (Británie).
- zbraň číslo 258 osazená v objektu MO-S 19 Alej.
- neznámý exemplář rekonstruován na objektu R-S 87 Průsek.
- zbraň číslo 144 (s hlavní ze zbraně číslo 229) ve sbírce Vojenského muzea v Praze na Žižkově
- zbraň číslo 469 zakoupená spolkem Stachelberg v roce 2023 - bude v blízké době instalována na objekt T-S 81a
- maketa kanónu osazená na objektu K-S 8 U nádraží.
- zbraň upravená pro expanzní střelbu na objektu N-S 48 U Stodol (poskládána z dílů s různými vč)
- kompilace původních částí kanónů, dovezené v roce 2009 z obce Plouhinec (Francie). Po rekonstrukci osazen na MO-S 5 Na trati.
- 2 kanóny z nichž jeden z Norska a druhý z Francie se nachází v objektu OP-S 25 U Trigonometru

Několik dalších kusů se v klubech vojenské historie rekonstruuje a v budoucnu budou k vidění na objektech (např. MO-S 33 Kozmice). Dalších několik kusů kanónů je stále umístěno ve Francii a Norsku v různých stavech na Atlantickém valu a muzeích v zahraničí.

## Taktickotechnické parametry
- ráže: 47 mm
- délka hlavně: 2040 mm (43,4 ráží)
- hmotnost: 1600 kg, včetně lafetace 2600 kg
- náměr: +20°/-18°
- odměr: 45°
- úsťová rychlost: 775 m/s (pancéřový vz. 36), 600 m/s (nárazový vz. 36)
- průraznost: 50 mm homogenního pancíře o sklonu 30° na 1000 m